# Accent (fal·làcia)
La fal·làcia d'accent (també anomenada accentus, per la seua denominació en llatí, i accent enganyós) és un tipus específic d'ambigüitat que es produeix quan es canvia el significat d'una frase marcant un accent prosòdic (èmfasi en un mot) inusual, o quan, en un passatge escrit, no s'aclareix en quin mot ha de recaure l'èmfasi.

## Història

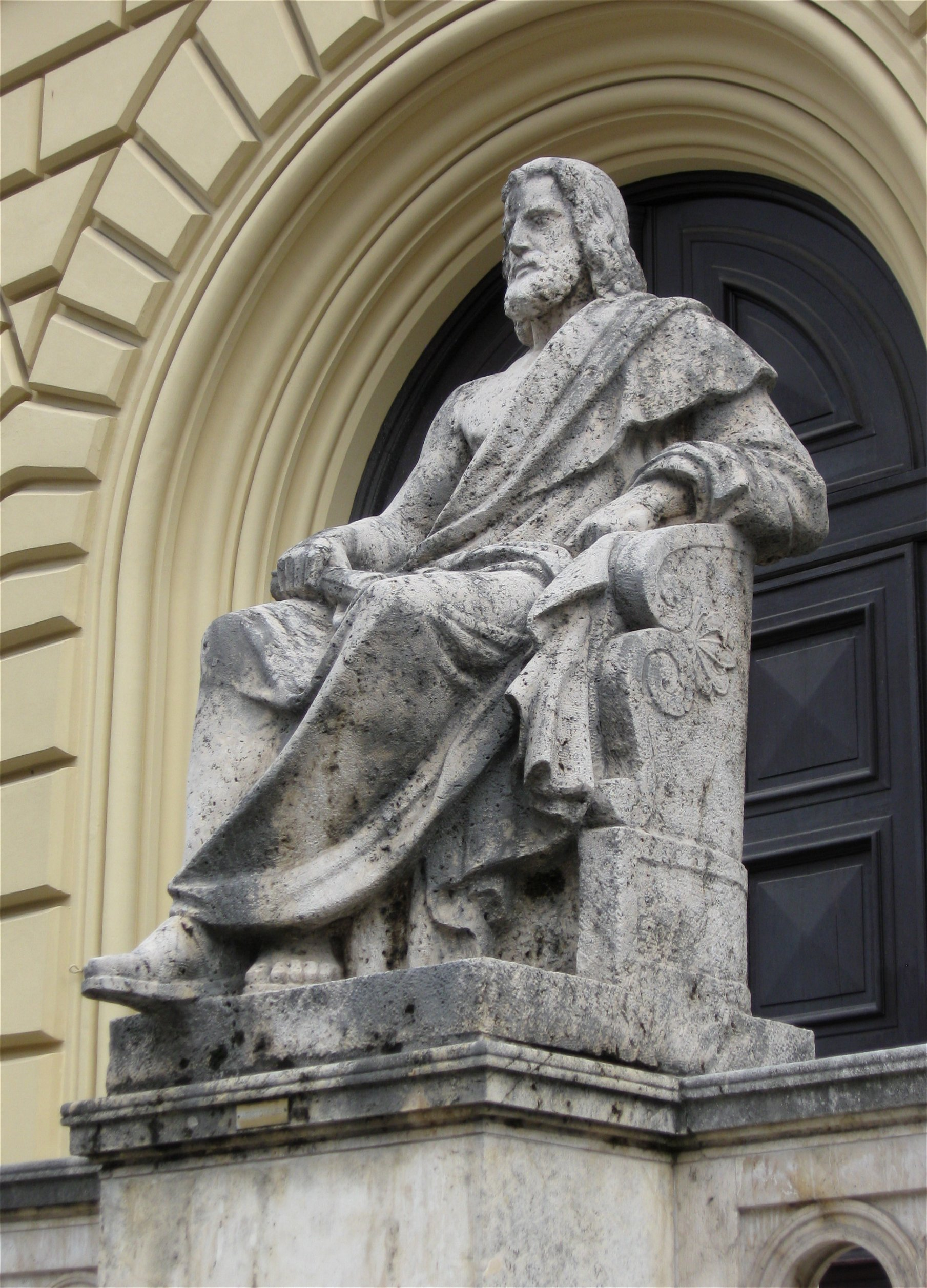
Estàtua d'Aristòtil de la Biblioteca Estatal de Baviera

Entre els tretze tipus de fal·làcies del seu llibre Refutacions sofístiques, Aristòtil en parla d'una que denomina προσῳδία (prosòdia), que més tard es va traduir al llatí com accentus. Tot i que es considera un passatge de difícil comprensió, se sol interpretar com una referència a l'ambigüitat que sorgeix quan un mot es pot confondre amb un altre canviant els fonemes suprasegmentals, que en grec antic corresponen als diacrítics (accents i aspiracions). Com que les paraules despullades dels seus diacrítics no existeixen realment en grec antic, aquesta noció d'accent resultà problemàtica per als comentaristes posteriors.
Siga com siga la seua interpretació, la fal·làcia roman més o menys limitada a qüestions d'accent lèxic en la tradició aristotèlica, fins que més tard començà a identificar també els canvis en l'accent oracional.

## Exemples
Jo no vaig fer la prova ahir. (La realitzà una altra persona).
Jo no vaig fer la prova ahir. (No la vaig realitzar).
Jo no vaig fer la prova ahir. (Vaig fer una altra cosa amb ella).
Jo no vaig fer la prova ahir. (Vaig realitzar-ne una de diferent).
Jo no vaig fer la prova ahir. (Vaig fer una altra cosa).
Jo no vaig fer la prova ahir. (La vaig realitzar un altre dia).